# كازوهيرو تاناكا
كازوهيرو تاناكا (باليابانية: 田中一弘؛ بالكانا: たなか かずひろ) هو سائق سباق سيارات ياباني، ولد في 4 يوليو 1970 في إيباراكي ‏ في اليابان.